# Avatar: la leyenda de Aang (serie de televisión de 2024)
Avatar: The Last Airbender es una serie de televisión de fantasía y aventura estadounidense creada por Albert Kim para Netflix. Es una de adaptación de acción en vivo de la serie animada homónima de Nickelodeon de 2005. Se anunció por primera vez en septiembre de 2018. Está protagonizada por Gordon Cormier, Kiawentiio Tarbell, Ian Ousley, Dallas Liu, Paul Sun-Hyung Lee y Daniel Dae Kim. La serie es un reinicio de la historia original. Se estrenó el 22 de febrero de 2024.
El 6 de marzo de 2024, se anunció que la serie fue renovada por una segunda y tercera temporada, que cerraria la historia de Aang como Avatar. El 4 de abril de 2024, se anunció que Kim dejaría el cargo de showrunner pero permanecería como productor ejecutivo, mientras que la coproductora ejecutiva Christine Boylan y el productor ejecutivo Jabbar Raisani se convertirían en showrunners de la segunda y tercera temporada.

## Argumento
La historia se desarrolla en un mundo asiático y de inspiración ártica devastado por una guerra de 100 años donde algunas personas pueden dominar uno de los cuatro elementos: agua, tierra, fuego o aire. Aang (Gordon Cormier) es el Avatar, el único capaz de dominar los cuatro elementos y destinado a traer la paz al mundo. Con sus nuevos compañeros Katara (Kiawentiio) y Sokka (Ian Ousley), Aang se propone dominar los elementos mientras es perseguido por un vengativo príncipe exiliado de la Nación del Fuego, Zuko (Dallas Liu), que busca recuperar su honor capturando al Avatar.

## Reparto y personajes
Anexo:Personajes secundarios mayores de Avatar: la leyenda de Aang

### Principal
- Gordon Cormier como Avatar Aang: es el protagonista de la serie. Es un niño supercentenario de 112 años (ya que cuando tenía 12 quedó encerrado durante 100 años en un iceberg). Es el último maestro aire que queda, ya que fue el único sobreviviente del exterminio de los Nómadas del Aire que llevó a cabo el ejército del Señor del Fuego Sozin (quien empezó la guerra) cien años atrás para evitar que el próximo avatar naciera entre ellos. El destino de Aang como Avatar es dominar los cuatro elementos: el Aire, el Agua, la Tierra y el Fuego y restaurar el equilibrio del mundo. Como Avatar, es el puente entre el mundo Físico y el de los Espíritus.
- Kiawentiio como Katara: Una chica de quince años que es la última maestra agua de su tribu después de que su madre fuera asesinada por la Nación del Fuego. A pesar de su tragedia personal, se une a Aang en su viaje mientras desarrolla su verdadero potencial.
- Ian Ousley como Sokka: El hermano de dieciséis años de Katara que ha intentado convertirse en el cuasi-líder de su tribu después de que su padre Hakoda partiera para luchar en la guerra. Se une a Aang en su misión junto con Katara, y compensa su falta de habilidades de curvatura con su inteligencia, ingenio y su fiel bumerán.
- Dallas Liu como Príncipe Zuko: El cicatrizado, exiliado y malhumorado príncipe heredero de dieciséis años de la Nación del Fuego, empeñado en capturar al Avatar para poner fin a su destierro y recuperar su honor.
- Paul Sun-Hyung Lee como General Iroh: Un general retirado de la Nación del Fuego, hermano mayor del Señor del Fuego Ozai, y el sabio y cariñoso tío y mentor de Zuko.
- Ken Leung como el Comandante Zhao: un ambicioso, arrogante, despiadado y deshonroso oficial naval de la Nación del Fuego, y principal rival de Zuko en su búsqueda del Avatar.
- Daniel Dae Kim como el Señor del Fuego Ozai: El tiránico y sádico gobernante de la Nación del Fuego, hermano menor de Iroh, y padre de Zuko y Azula. Kim había prestado previamente su voz a la franquicia Avatar': como General Fong en el Libro 2 de Avatar: la leyenda de Aang, y como Hiroshi Sato en La leyenda de Korra.
- Miya Cech como Toph Beifong (temporada 2-3): Una chica prodigio que es una maestra tierra, y tiene un gran control sobre ella, pero que es ciega desde su nacimiento.

### Recurrente
- Lim Kay Siu como Gyatso: Un monje nómada del aire travieso, alegre, amable y cariñoso que es el mentor y la figura paterna de Aang.[5]
- Casey Camp-Horinek como Gran Gran Abuela/Kanna: La matriarca de la Tribu del Agua del Sur y abuela paterna de Sokka y Katara.[6]
- Ruy Iskandar como Teniente Jee: Un oficial de la Nación del Fuego en la nave de Zuko.[7]
- Matthew Yang King como las vocalizaciones de Appa, un bisonte volador que es el animal guía de Aang y su principal medio de transporte junto a sus amigos, y Momo, un lémur alado que se hace amigo de Aang y se une a él en su viaje.[8]
- Ryan Mah como Teniente Dang: Un oficial de la Armada de la Nación del Fuego leal a Zhao.[9]
- Utkarsh Ambudkar como el Rey Bumi: El anciano rey de Omashu que es el amigo más antiguo de Aang.[10]
- Elizabeth Yu como Princesa Azula: La astuta y prodigiosamente dotada princesa de la Nación del Fuego y hermana de Zuko.[6] El showrunner Albert Kim declaró antes del estreno de la serie que Azula aparece mucho más en la primera temporada de la nueva serie que en los dibujos animados originales, atribuyendo el conocimiento de lo que Azula hace más tarde en las demás temporadas de la serie original a que los guionistas tenían la ventaja de a dónde llevarla.[11]
- Thalia Tran como Mai: La estoica amiga de Azula que es experta en lanzar cuchillos.[12]
- Momona Tamada como Ty Lee: la acrobática amiga de Azula que trabajaba en un circo itinerante de la Nación del Fuego y es experta en el bloqueo del chi.[13][14]
- Amber Midthunder como Princesa Yue: La princesa de la Tribu del Agua del Norte que tiene una conexión con el espíritu de la Luna.[15]

### Invitados
- Hiro Kanagawa como el Señor del Fuego Sozin: El Señor del Fuego que comenzó la guerra de los 100 años y bisabuelo de Zuko.[16]
- David Sakurai como un maestro tierra que descubre el plan de Sozin para atacar a las otras naciones.[17]
- Yvonne Chapman como Avatar Kyoshi: La legendaria maestra tierra Avatar que precede a la anterior encarnación de Aang, Avatar Roku.[6]
- Maria Zhang como Suki: La líder de las soldados de élite femeninas de la isla Kyoshi, las Guerreras Kyoshi.[6]
- Tamlyn Tomita como Yukari: La madre de Suki y la ferozmente protectora alcaldesa de su pequeño pueblo en la isla de Kyoshi.[6]
- Osric Chau como Tan: Líder de un grupo de rebeldes de la Nación del Fuego que planean asesinar a Ozai.[18]
- Danny Pudi como Sai, el mecánico: Padre soltero e inventor del Reino Tierra.[19]
- Lucian-River Chauhan como Theo: El hijo en silla de ruedas del Mecánico.[20]
- Sebastian Amoruso como Jet: El líder de los Combatientes de la Libertad, un grupo de revolucionarios que luchan contra la Nación del Fuego.[21]
- Taylor Lam Wright como el Duque: El miembro más joven de los Luchadores por la Libertad.[22]
- Vincent Huang como Pipsqueak: Un miembro físicamente imponente de los Luchadores por la Libertad.
- Wes Valarao como Smellerbee: miembro femenina de los Luchadores por la Libertad que a menudo es confundida con un chico debido a su aspecto.[23]
- Nathaniel Kong como Longshot: Un arquero silencioso y miembro de los Luchadores por la Libertad.[24]
- James Sie como el Mercader de Coles: Un desafortunado comerciante cuyos productos son continuamente destruidos. Sie retoma su papel de la serie de animación.[25]
- Albert Nicholas como el Capitán Dixit: Un capitán maestro tierra que busca venganza por el papel de Iroh durante el asedio a la ciudad del Reino Tierra Ba Sing Se.
- George Takei como Koh el Roba Rostros: Un espíritu parecido a un ciempiés que utiliza las caras robadas de sus víctimas. Takei también puso voz al alcaide de un campo de prisioneros de la Nación del Fuego en el Libro Uno de The Last Airbender.[26]
- Randall Duk Kim como Wan Shi Tong: Un espíritu búho y coleccionista de conocimiento que desconfía mucho de los humanos.[27]
- Arden Cho como June: Una cazarrecompensas contratada por Zuko para encontrar al Avatar.[28][29]
- Simon Chin como Yang: Un camarero de un pueblo del Reino Tierra que informa a Zuko e Iroh de un avistamiento del Avatar.[30]
- Ash Lee como Shufen: El líder de una aldea del Reino Tierra que está siendo acosada por un espíritu del bosque.
- Ciara Mandel como Lian: La hija de Shufen.[17]
- Rainbow Dickerson como Kya: La madre de Sokka y Katara que fue asesinada por la nación de Fuego.[31]
- Joel Montgrand como Hakoda: El padre de Sokka y Katara y el jefe de la Tribu del Agua del Sur que se marchó para luchar en la guerra.[32]
- Trevor Carroll como Bato: amigo de Hakoda y guerrero de la Tribu del Agua del Sur.
- C.S. Lee como Avatar Roku: El maestro fuego Avatar que precede a Aang y le enseña a comunicarse con el mundo de los espíritus.[33]
- François Chau como el Gran Sabio: El líder de los Sabios del Fuego en un templo del fuego dedicado al Avatar Roku.[34]
- James Rha como Shyu: Un sabio del fuego que guía a Aang a través del templo del fuego.
- Nathaniel Arcand como Arnook: El jefe de la Tribu del Agua del Norte y padre de Yue.[35]
- A Martinez como Pakku: Un maestro de agua-control de la Tribu del Agua del Norte.[36]
- Irene Bedard como Yagoda: Una curandera de la Tribu del Agua del Norte.[37]
- Joel Oulette como Hahn: Un guerrero de la Tribu del Agua del Norte que estuvo prometido a la princesa Yue.[38][39]
- Meegwun Fairbrother como Avatar Kuruk: El Avatar que precede a Avatar Kyoshi. Oriundo de la tribu Agua del Norte[40]

Además, Justin Wong, Emily Schoen, Shastina Kumar, Jon Ray Dy Buco y Wilson Kwok interpretan a un grupo de juglares nómadas.

## Episodios
| N.º en serie | N.º en temp. | Título          | Dirigido por   | Escrito por                                                                      | Fecha de lanzamiento original |
| ------------ | ------------ | --------------- | -------------- | -------------------------------------------------------------------------------- | ----------------------------- |
| 1            | 1            | «Aang»          | Michael Goi    | Albert Kim, Michael Dante DiMartino & Bryan Konietzko                            | 22 de febrero de 2024         |
| 2            | 2            | «Warriors»      | Michael Goi    | Joshua Hale Fialkov                                                              | 22 de febrero de 2024         |
| 3            | 3            | «Omashu»        | Jabbar Raisani | Christine Boylan                                                                 | 22 de febrero de 2024         |
| 4            | 4            | «Into The Dark» | Jabbar Raisani | Keely MacDonald                                                                  | 22 de febrero de 2024         |
| 5            | 5            | «Spirited Away» | Roseanne Liang | Gabriel Llanas                                                                   | 22 de febrero de 2024         |
| 6            | 6            | «Masks»         | Roseanne Liang | Ubah Mohamed, Bryan Konietzko & Michael Dante DiMartino, Emily Kim & Hunter Ries | 22 de febrero de 2024         |
| 7            | 7            | «The North»     | Jet Wilkinson  | Audrey Wong Kennedy                                                              | 22 de febrero de 2024         |
| 8            | 8            | «Legends»       | Jet Wilkinson  | Albert Kim                                                                       | 22 de febrero de 2024         |

## Producción

### Desarrollo
En septiembre de 2018, Netflix anunció que un remake de acción en vivo "reinventado" de Avatar comenzaría la producción en 2019. Los creadores originales de la serie, Michael Dante DiMartino y Bryan Konietzko, fueron inicialmente anunciados como productores ejecutivos y showrunners. En junio de 2020, los creadores abandonaron el proyecto tras diferencias creativas. Esto se reveló después de que DiMartino publicara una carta abierta en su propio sitio web el 12 de agosto de 2020. La pareja citó diferencias en su enfoque del programa en comparación con la visión de Netflix, y también citó un entorno "negativo y sin apoyo" durante su tiempo en el estudio. En agosto de 2021, Albert Kim se unió oficialmente como escritor, productor ejecutivo y showrunner; comentó en una publicación de blog: "Mi primer pensamiento fue, '¿Por qué? ¿Qué podría hacer o decir con la historia que no se haya dicho o hecho en el original? Pero cuanto más lo pensaba, más intrigado me sentía. Podremos ver la flexión de una manera real y visceral que nunca antes habíamos visto ". En la misma publicación, Kim enfatizó que "a lo largo de este proceso, nuestro sinónimo ha sido 'autenticidad'. A la historia. A los personajes. A las influencias culturales. La autenticidad es lo que nos mantiene en movimiento, tanto delante como detrás de la cámara". Dan Lin, Lindsey Liberatore, Michael Goi y Roseanne Liang también fueron anunciados como productores ejecutivos con Goi y Liang dirigiendo episodios de la serie.
Se informó que realizar cada episodio costó más de 15 millones de dólares, con ocho episodios por temporada.

### Casting
Antes de su partida, DiMartino y Konietzko habían revelado que estaban comprometidos con "un casting culturalmente apropiado y no blanqueado", según una declaración de Konietzko. Konietzko había dicho que esperaba incluir a Dante Basco, el actor de doblaje original que interpretó a Zuko. En agosto de 2021, tras la filtración de un casting, Netflix reveló el reparto de los cuatro personajes principales: Gordon Cormier, Kiawentiio, Ian Ousley y Dallas Liu como Aang, Katara, Sokka y Zuko respectivamente. Kim consideró que "esta era una oportunidad para mostrar a los personajes asiáticos e indígenas como personas vivas y que respiran. No sólo en un dibujo animado, sino en un mundo que existe de verdad, muy similar al que vivimos"." En noviembre de 2021, Daniel Dae Kim, que anteriormente puso voz al General Fong en la serie de animación y más tarde a Hiroshi Sato en La Leyenda de Korra, se unió al reparto de la serie como el Señor del Fuego Ozai. Ese mismo mes, Paul Sun-Hyung Lee, Lim Kay Siu y Ken Leung se unieron al reparto de la serie, interpretando a Iroh, Gyatso y el comandante Zhao respectivamente. En diciembre, Elizabeth Yu, Yvonne Chapman, Tamlyn Tomita, Casey Camp-Horinek y Maria Zhang se incorporaron al reparto, interpretando respectivamente a Azula, Avatar Kyoshi, Yukari (un nuevo personaje añadido como madre de Suki en sustitución del alcalde de la isla Kyoshi), Gran Gran y Suki.
En abril de 2022, Arden Cho y Momona Tamada se unieron al reparto como June y Ty-Lee. Ese mismo mes, C. S. Lee fue elegido para interpretar al Avatar Roku. En junio de 2022, A Martinez y Amber Midthunder fueron elegidos para interpretar al Maestro Pakku y a la Princesa Yue respectivamente. En julio de 2022, se reveló que James Sie repetiría su papel como el Mercader de Coles de la serie animada. En septiembre de 2022, se anunciaron más papeles adicionales, siendo dos de ellos George Takei como la voz de Koh el Roba rostros y Randall Duk Kim como la voz de Wan Shi Tong. Takei ya había puesto voz al Alcaide de la Prisión de la Nación del Fuego en la serie de animación, mientras que Duk Kim tuvo un papel secundario en la película de acción real de 2010 El último Maestro Aire.

### Guion
Según los informes, la serie "volverá a marcar los cambios" que están realizando en la trama y los personajes de la serie original.

### Rodaje
La producción y el rodaje comenzaron en Vancouver, Canadá, el 16 de noviembre de 2021, y finalizó en mayo de 2022, bajo el título provisional de Trade Winds. La fotografía principal finalizó el 17 de junio de 2022. Stewart Whelan se desempeñó como director de fotografía.

### Efectos visuales
Los efectos visuales de la serie corrieron a cargo de más de veinte estudios de efectos visuales, entre ellos Framestore, DNEG, Rodeo FX, Scanline VFX e Image Engine.

### Música
Jeremy Zuckerman, quien compuso la música para la serie original, estaba listo para volver a componer la música para el remake pero luego negó su participación en el programa después de que DiMartino y Konietzko dejaron el proyecto. El 16 de febrero de 2023 se confirmó que el galardonado compositor japonés-estadounidense Takeshi Furukawa se adjuntó al proyecto como su compositor.

## Marketing
El primer vistazo de los cuatro personajes principales de la serie -Aang, Katara, Sokka y Zuko- se publicó en el evento para fanes Tudum de Netflix en junio de 2023, junto con un teaser en el que aparecían los cuatro elementos de la serie. A esto le siguió un primer vistazo a los personajes de la Nación del Fuego en octubre de 2023. El 9 de noviembre de 2023, Netflix lanzó el primer teaser tráiler oficial de la serie. El tráiler oficial de la serie se estrenó el 23 de enero de 2024.

## Lanzamiento
La serie se estrenó en exclusiva en Netflix el 22 de febrero de 2024, con ocho episodios en total.

## Recepción Crítica
El sitio web Rotten Tomatoes certificó que la primera temporada estaba "podrida", con un 59% de aprobación basado en 71 críticas. El consenso de los críticos del sitio web dice: "Avatar: The Last Airbender sirve como un sólido punto de entrada de acción en vivo en la querida franquicia, aunque sólo esporádicamente recaptura la magia de su material de origen. " Metacritic, que utiliza una media ponderada, asignó una puntuación de 56 sobre 100 basada en 26 críticos, lo que indica críticas "mixtas o medias".
Jack Seale de The Guardian hizo una crítica positiva de la serie, diciendo "Los paisajes brillan, hay un bisonte volador gigante de seis patas que lleva a todo el mundo espectacularmente de un lugar a otro a través de las nubes y el joven reparto está a la altura. "
Josh Yehl de IGN hizo una crítica en general positiva, diciendo "La serie de acción en vivo Avatar: The Last Airbender enriquece la historia original con material nuevo y significativo, pero su ritmo vertiginoso, el diálogo cargado de exposición y los efectos de golpear o fallar no están precisamente en equilibrio."
James Marsh, del South China Morning Post, hizo una crítica extremadamente positiva: "Los devotos empedernidos del material original encontrarán inevitablemente pequeños cambios cosméticos y de composición sobre los que objetar, pero los críticos estarán en apuros para argumentar en contra de que el corazón de Kim y su equipo está en el lugar correcto. "
Anita Singh de The Telegraph dio una respuesta mixta "Es un entretenimiento sólido: rápido, lleno de acción, con escenas de lucha decentes y algunas actuaciones atractivas, todo hecho con un generoso presupuesto de Netflix. No esperes sutileza: está dirigida a los niños, así que los personajes y la trama están muy bien dibujados".
Variety opinó que, aunque no era tan mala como El último Maestro Aire (2010), "dejará a los fans deseando que el streamer hubiera dejado en paz la obra maestra de DiMartino y Konietzko. " Kelly Laura, de USA Today, calificó la serie de "facsímil corrupto del original" y afirmó que "está claro, tras dos intentos fallidos de contar esta historia en acción real, que la grandeza de Avatar se debió a su animación, no a pesar de ella. "

### Audiencia
Avatar: El último maestro del aire encabezó la lista semanal global de Netflix del 19 al 25 de febrero, con 154,4 millones de horas vistas por 21,2 millones de espectadores en su primera semana. Durante su segunda semana, la serie se mantuvo en cabeza, pero la audiencia descendió a 144,2 millones de horas vistas por 19,9 millones de espectadores y se situó entre las 10 primeras en 92 países y en el número uno en 76 países. Así, acumuló 298,6 millones de horas vistas por 41.1 millones de espectadores en menos de dos semanas desde su estreno. Nielsen informó de que en las "listas de streaming de la semana del 19 al 25 de febrero", Avatar: The Last Airbender fue número uno en la categoría de "originales" y también número uno en general "con 2.560.000 millones de minutos vistos".